# Automobil

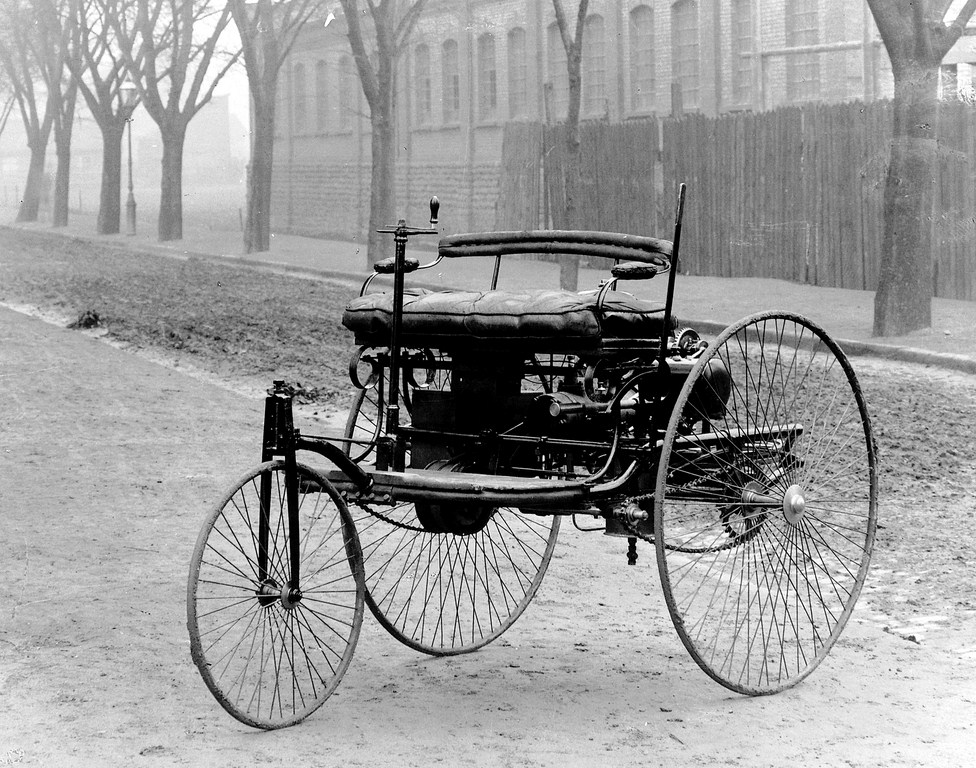
O fotografie a originalului Benz Patent-Motorwagen, construit pentru prima dată în 1885 și pentru care s-a acordat brevet de invenție.

Automobilul, sau mai familiar mașina, este un vehicul cu patru (rar, trei, șase) roți, acționat de un motor cu ardere internă, cu abur, cu electricitate sau aer comprimat. Are scaune pentru șofer și pentru cel puțin un pasager.
Automobilele sunt de obicei construite pentru a călători pe drumuri, dar există unele, mai ales vehicule utilitare, care permit călătorii în afara drumurilor (off-road). Drumurile și autostrăzile sunt folosite în comun cu alte vehicule, cum sunt motocicletele și tractoarele.
Un automobil tipic are un motor cu ardere internă și patru roți, însă au apărut pe piață și mașini cu motoare hibride, cu gaz sau electrice. Au fost construite și autovehicule cu trei roți, dar nu sunt prea răspândite din cauza problemelor de stabilitate.
În anul 2007, în lume existau aproape 800 de milioane de mașini în circulație (majoritatea în emisfera nordică), iar 42 de milioane de mașini noi erau produse în fiecare an.
În anul 2050 se aproximează că vor exista 4 miliarde de automobile la nivel mondial.

## Istoric
În 1769, francezul Nicolas-Joseph Cugnot realizează un vehicul cu trei roți propulsat prin forța aburului.
În 1801, englezul Richard Trevithick realizează un fel de locomotivă, numită Puffing Devil, dar care putea circula și pe drumurile rutiere.
Contribuții de pionierat în domeniul motoarelor cu ardere internă au adus: Nicéphore Niépce, François Isaac de Rivaz, Gustave Trouvé și alții.
Însă inventatorul automobilului în accepția modernă este considerat Karl Benz.
În 1878, acesta proiectează un nou tip de motor cu ardere internă, mult îmbunătățit și care va fi patentat un an mai târziu.

## Descriere

### Compunerea automobilului
Părțile principale ale oricărui automobil sunt motorul, șasiul, caroseria și partea electrică.

#### Motor
Motorul este sistemul fizic de generare a energiei mecanice care pune în mișcare sistemul de transmisie al automobilului. Un motor este compus din două părți: mecanismul motor și instalațiile auxiliare.

#### Șasiu
- Șasiul automobilului este ansamblul organelor și instalațiilor care efectuează preluarea și transmiterea energiei mecanice de la motor la roțile motoare, conducerea automobilului, susținerea și propulsia lui. Se compune din transmisie, sistemul de conducere, organele de susținere, organele de  propulsie și instalațiile auxiliare. Mai ține și motorul și caroseria.

- Sistem de transmisie

Transmisia sau sistemul de transmisie preia, transmite, modifică și distribuie momentul motor la roțile motoare ale automobilului.
- Sistem de conducere

Sistemul de conducere asigură deplasarea automobilului pe traseul dorit. Este compus din mecanismul de direcție și sistemul de frânare.
- Sistem de susținere

Organele de susținere suportă greutatea automobilului și preiau forțele rezultate din propulsie frânare și rezistențele ce apar în deplasarea pe drum a automobilului. Cuprind cadrul, carterele punților și organele de suspensie.
- Sistem de propulsie

Sistemul de propulsie transformă mișcarea de rotație în mișcare de translație și ajută automobilul să se sprijine pe drum sau pe sol.
- Instalații auxiliare ale șasiului

Instalațiile auxiliare asigură confortul, siguranța circulației și controlul exploatării automobilului. Ele sunt instalația de iluminat, instalația de semnalizare, instalația de încălzire, instalația de aerisire, ștergătoarele de parbriz, etc.

#### Caroserie
Caroseria este partea principală a automobilului care are rolul de purtător al persoanelor, mărfurilor sau instalațiilor montate pe automobil, asigurând izolarea și autonomia încărcăturii față de restul automobilului și de mediul înconjurător.
Compunerea caroseriilor este dependentă de destinația automobilului comportând diferențe conforme scopului pentru care sunt făcute. În general caroseriile automobilelor au o parte inferioară bazală, orizontală (platformă), o parte laterală și o parte superioară (acoperiș). În plan orizontal se împarte în partea anterioară, destinată conducătorului automobilului și partea posterioară destinată încărcăturii (instalații, persoane, mărfuri).

## Clasificare
Automobilele se clasifică după următoarele criterii principale:
- destinație (felul transportului);
- particularități constructive (tipul motorului, tipul transmisiei, tipul propulsiei);
- numărul punților;
- capacitate de trecere.

### După destinație

#### Automobile pentru transportul persoanelor
- Autoturisme - automobile care, prin construcție și echipare, sunt destinate transportului unui număr redus de persoane, bagaje și/sau al bunurilor acestora, având o capacitate de două până la 7 locuri pe scaune, inclusiv cel al conducătorului auto.[6] Acestea se pot conduce cu categoria de permis auto B.
  - Microturisme - cilindree: 200–250 cm³ (1 – 2 locuri)
  - Mici - cilindree: 500–1000 cm³ (2 – 4 locuri)
  - Mijlocii - cilindree: 1000–2000 cm³ (4 – 5 locuri)
  - Mari - cilindree: 2000–4000 cm³ (4 – 6 locuri, de exemplu limuzinele[7])
  - Foarte mari - cilindree: 3000–8000 cm³ (4 - 7 locuri)
- Microbuze - autobuze destinate și echipate pentru transportul unui număr redus de persoane și al bagajelor acestora.[8]
  - Cu capacitate mică (6 - 16+1 locuri) - Acestea se pot conduce cu categoria de permis auto D1.
  - Cu capacitate mare (18 - 22+1  locuri) - Acestea se pot conduce cu categoria de permis auto D.
- Autobuze - autovehicule destinate și echipate pentru transportul unui număr mai mare de persoane și al bagajelor acestora. Acestea se pot conduce cu categoria de permis auto D.
  - cu capacitate mică (15 - 30  locuri)
  - Cu capacitate mijlocie (30 - 70  locuri)
  - Cu capacitate mare (70 - 100 locuri)
  - Cu capacitate foarte mare (peste 100 locuri)

#### Automobile pentru transportul mărfurilor
Se clasifică  și după încărcătura utilă exprimată newtoni (N).
- Autoutilitară - cu încărcătură utilă până la 10.000 N, caroserie închisă și cabină separată.
- Autocamionetă - cu sarcină utilă de circa 15.000 - 20.000 N, caroserie închisă sau acoperită cu coviltir și cabină separată.
- Autocamion - are caroserie deschisă sau acoperită cu prelată. După capacitatea de încărcare autocamioanele pot fi: 
  - Autocamioane ușoare - cu sarcina utilă de 15.000 N – 30.000 N
  - Autocamioane mijlocii - cu sarcina utilă de 30.000 N – 80.000 N
  - Autocamioane grele - cu sarcina utilă de 80.000 - 120.000 N
  - Autocamioane foarte grele - cu sarcina utilă de peste 120.000 N
- Autobasculantă – prevăzută cu o benă basculantă pentru încărcătură și cabina conductorului separată de caroserie.

#### Automobile speciale
Automobilele din această categorie efectuează numai anumite transporturi și servicii.
- Autocisternă – echipată cu unul sau două recipiente pentru transportul lichidelor
- Autoizotermă
- Autofrigorifică – cu caroserie închisă termoizolantă, pentru transportul bunurilor alterabile
- Automacara – echipată cu o macara pentru ridicarea sarcinilor
- Autosanitară (ambulanță) – dotată cu instalații medicale pentru stabilizarea și transportul bolnavilor
- Autoatelier – amenajat cu utilaje pentru executarea reparațiilor
- Autotractor – pentru tractarea semiremorcilor
- Autostropitoare
- Autoscară
- Autoplug

### După particularitățile constructive
Se consideră următoarele criterii de distincție ale automobilelor: tipul motorului, tipul transmisiei, tipul propulsiei.

#### După tipul motorului
- Automobile cu motoare termice
  - Motoare cu aprindere prin scânteie - M.A.S. (în patru sau doi timpi)
  - Motoare cu aprindere prin comprimare - M.A.C. (motor Diesel în patru sau doi timpi) 
    - Motoare cu piston rotativ (Wankel)

  - Motoare cu turbine cu gaze
  - Motoare cu reacție
  - Motoare cu abur
- Automobile cu motoare electrice
  - cu baterii de acumulator → vezi Autovehicul electric
  - cu pilă de combustie

#### După tipul transmisiei
- Automobile cu transmisie mecanică
- Automobile cu transmisie hidrodinamică
- Automobile cu transmisie hidromecanică
- Automobile cu transmisie electrică

#### Tipul propulsiei
- Automobile cu roți cu pneuri
- Automobile cu roți cu șenile

### După numărul punților
Se consideră drept criteriu de departajare totalul punților și numărul punților motoare.
- Automobile cu două punți
  - Automobile 4x2
  - Automobile 4x4
- Automobile cu trei punți
  - Automobile 6x2
  - Automobile 6x4
  - Automobile 6x6
- Automobile cu patru punți
  - Automobile 8x4
  - Automobile 8x6
  - Automobile 8x8

### După capacitatea de trecere
- normală: 2x4 (destinate pentru deplasarea pe drumuri bune)
- mare: 4x4, 4x6, 6x6, 8x8 (destinate pentru deplasarea pe drumuri de orice categorie, numite și automobile de teren)